# 普松乡 (仁布县)
普松乡（藏語：ཕུ་གསུམ་），是中华人民共和国西藏自治区日喀则市仁布县下辖的一个乡镇级行政单位。

## 行政区划
普松乡下辖以下地区：
夺索村、果措村、白中村、咸阿村、钦比村、娘德村和那仁村。